# دوست‌دختر من یک سایبورگ است
دوست دختر من یک سایبورگ است یک فیلم درام ژاپنی محصول سال ۲۰۰۸ و کارگردانی‌شده توسط کواک جائه-یونگ است. بازیگران شخصیت‌های اول این فیلم هاروکا آیاسه و کیسوکه کویده هستند.

## داستان
۲۲ نوامبر سال ۲۰۰۷ است. جیرو کیتامورا (کیسوکه کویده) تولد خود را به تنهایی به سر می‌برد. در حالی که او برای تولدش یک کادو در یک مرکز خرید می‌خرد، توجه اش به به یک دختر (هاروکا آیاسه) جلب می‌شود که به طرز شگفت‌آوری مشغول به لبخند زدن به اوست. پس از آن، او با موفقیت یک جفت لباس را می‌دزدد؛ که البته جیرو متوجه آن می‌شود، اما همان‌طور که زیبایی دختر حواس جیرو را پرت نموده، او را نادیده می‌گیرد. دختر مرموز، که به نظر می‌رسد به جیرو علاقه‌مند شده‌است، او را تا یک رستوران دنبال می‌کند. رستورانی که جیرو در آن به توصیه مادربزرگش هر سال، برای روز تولدش، برای داشتن یک زندگی سالم و طولانی‌تر نودل می‌خورد. ناگهان آن دختر ظاهر می‌شود و در صندلی کنار جیرو می‌نشیند و معلوم می‌شود همان روز تولد دختر نیز بوده‌است. آن دو کادوهای تولد خود را با هم عوض می‌کنند. دختر که به نظر می‌رسد نسبت به همه چیز بی‌اهمیت است، بی ادبانه رفتار می‌کند و ناگهان با جیرو بدون اینکه هزینه صورت حساب را بپردازد فرار می‌کند. مدیر رستوران آن دو را در توکیو تعقیب می‌کند. هرچه جیرو بیشتر با دختر زمان می‌گذراند؛ او را جذاب‌تر پیدا می‌کند. اما بعد از چند ساعت دختر اصرار می‌کند که باید برود و او را با یک خداحافظی اشک‌آور ترک می‌کند.
داستان به یک سال بعد می‌رود، در حالی که جیرو دوباره تولدش را در همان رستوران جشن می‌گیرد، دختری با همان ظاهر جلوی او ظاهر می‌شود. جیرو او را از ۶۵ سال آینده برای نجات از سرنوشت فاجعه بار خود به زمان حال فرستاده‌است. او در واقع یک سایبورگ است که از روی دختری که یک سال پیش او را در سال ۲۰۰۷ ملاقات کرده بود ساخته شده‌است. زمانی که او در حال شادی کردن است، رستوران به صورت ناگهانی مورد حمله مسلحانه قرار می‌گیرد. اما دختر، جیرو و دیگران را با پرتاب کردن مرد تیرانداز به خارج از پنجره نجات می‌دهد. با وجود ظاهر زیبایش، او به طرز شگفت‌انگیزی قوی است و رفتارهای نامنظمی دارد. بعدها در خانهٔ جیرو، او با نشان دادن یک تصویر سه بعدی از آینده که توسط جیرو در سنین پیری او ضبط شده‌است، هویت واقعی خود را نشان می‌دهد. در این فیلم ضبط شده؛ جیروی پیر به جیروی جوان در مورد حوادث ناگوار آینده خبر می‌دهد. او می‌گوید تیراندازی در رستوران باعث فلج شدنش شده‌است. هر چند یک بلیت قرعه کشی که قبلاً خریداری کرده بود، باعث خوشناسی اش شده. او می‌گوید تمام عمر و پولش را صرف یک چیز کرده‌است: ساختن یک دختر سایبورگ که خودش را در گذشته نجات دهد؛ و او الان با فرستادن آن دختر، تاریخ خط زمانی خود را دچار تغییر کرده‌است. این قرار نبود اتفاق بیفتد اما چیزها خود به خود در جهت مناسب مجدداً اصلاح می‌شوند. در مدت زمان کوتاهی، او تبدیل به محافظ و دوست وفادار جیرو می‌شود و آن دو لحظات شگفت‌انگیز زندگی خود را با یکدیگر شریک می‌شوند. همچنین او زندگی بسیاری را از مرگ‌های غم‌انگیزی که جیروی پیر به یاد می‌آورد و از آن‌ها احساس پشیمانی می‌کند را نجات می‌دهد.
در طول زمان، جیرو نه تنها به او وابسته می‌شود، بلکه عاشقش نیز می‌شود. هرچند، وقتی که دختر نمی‌تواند احساساتش را بازتاب دهد (به علت سایبورگ بودن) جیرو تحریک می‌شود و او را از دیدنش تا زمانی که بتواند این کار را انجام دهد محروم می‌کند. اما جیرو بعداً پشیمان می‌شود، مخصوصاً زمانی که معلوم می‌شود دختر به جیرو به شکل پنهانی کمک می‌کند.
فاجعه دیگر به زودی اتفاق می‌افتد: یک زلزله غول آسا به‌طور کامل توکیو را ویران می‌کند. زمانی که آپارتمان جیرو فرو می‌ریزد، دختر ظاهر می‌شود تا به او کمک کند، اما حتی قدرت فرا انسانی دختر به اندازه کافی برای نجاتش کافی نیست. بعد از گفتن به جیرو دربارهٔ این که او الان احساساتش را درک می‌کند، درحالی که سعی به نجات دادن او دارد؛ نابود می‌شود. جیرو اقدام به پیدا کردن باقی مانده‌های بدن دختر و سپری کردن ۶۱ سال برای بازسازی او می‌کند، او در نهایت موفق می‌شود، اما مدت کوتاهی بعد از آن می‌میرد.
علاوه بر این در آینده (۶۳ سال بعد) در سال ۲۱۳۳، یک دختر در موزه به دوستش می‌گوید که یک سایبورگ دقیقاً شبیه به او دیده است. دوست او کنجکاو می‌شود، و سایبورگ که دیگر تا الان از کار افتاده‌است را می‌خرد تا حافظهٔ او را که در هارد درایو ذخیره شده‌است را تجربه کند.
او سپس تصمیم می‌گیرد تا آرزوی خود را برای بازگشت به زمان برای دیدار با جیرو به حقیقت تبدیل کند. بعد از آن معلوم می‌شود که این دختر همان دختر واقعی است که جیرو را در تولد ۲۰ سالگی اش (۲۲ نوامبر ۲۰۰۷) ملاقات کرد. او این کار را انجام داد زیرا می‌خواست پیش از سایبورگ با او ملاقات کند. پس از حوادث داستان، او دوباره به لحظه‌ای که جیرو در حال جمع‌آوری بدن سایبورگ که نابود شده‌است بر می‌گردد. سپس او می‌گوید: «من می‌توانم قلبش را احساس کنم» و تصمیم می‌گیرد که از آن بعد با جیرو زندگی کند و دوباره سرنوشتش را عوض کند.